# Maria Caterina Flanagan
Maria Caterina Flanagan (Londres, 17 de julio de 1892-Estocolmo, 19 de marzo de 1941), o según su nombre secular Florence Flanagan, fue una religiosa católica brigidina, miembro de la primera generación de monjas que acompañaron a Elizabeth Hesselblad en la fundación de las Hermanas del Santísimo Salvador de Santa Brígida y una de las que restauraron la abadía de Vadstena en Suecia.
Florence Flanagan nació en Londres, en el seno de una familia católica irlandesa. En 1911 ingresó al monasterio de Piazza Farnese, de las brigidinas de Roma, recientemente fundado por Elizabeth Hesselblad, tomando el nombre el Maria Caterina. Allí permaneció, hasta que la fundadora la destinó a Vadstena, cuna de la Orden del Santísimo del Salvador de Santa Brígida. En Suecia y en Inglaterra ocupó el cargo de superiora de las comunidades de Lugano (1928), Iver Heath (1931), Vadstena (1935) y finalmente de Djursholm (1939). Los últimos años de su vida los dedicó a la oración y a la contemplación, ofreciendo sus sacrificios por la conversión de Suecia.
Maria Caterina, debido a una grave enfermedad, fue trasladada a la casa de reposo católica de Estocolmo, donde murió el 19 de marzo de 1941. Su cuerpo fue trasladado por Hesselblad a la casa madre de Vadstena. La fundadora introdujo el proceso informativo, en vista de su beatificación, en 1957. El proceso diocesano fue introducido en 2010 y clausurado el 21 de octubre de 2011. El 23 de marzo de 2023 fue emitido el decreto de sus virtudes heroicas, por lo cual en la Iglesia católica es considerada venerable sierva de Dios.